# Перелік видів спорту, що визнані в Україні
Процедурою визнання видів спорту в Україні займається Міністерство молоді та спорту України. Перелік визнаних видів спорту ведеться у спеціальному реєстрі - Реєстрі визнаних видів спорту в Україні.
Реєстр складається з таких розділів:
- олімпійські види спорту;
- неолімпійські та національні види спорту;
- види спорту осіб з інвалідністю з ураженням опорно-рухового апарату, вадами зору, слуху та розумового і фізичного розвитку.

## Олімпійські види спорту
- Бадмінтон
- Баскетбол
- Бейсбол
- Біатлон
- Бобслей
- Бокс
- Боротьба вільна
- Боротьба греко-римська
- Важка атлетика
- Велосипедний спорт
- Веслувальний слалом
- Веслування академічне
- Веслування на байдарках і каное
- Вітрильний спорт
- Водне поло
- Волейбол
- Волейбол пляжний
- Гандбол
- Гімнастика спортивна
- Гімнастика художня
- Гірськолижний спорт
- Гольф
- Дзюдо

- Кінний спорт
- Ковзанярський спорт
- Керлінг
- Легка атлетика
- Лижне двоборство
- Лижні гонки
- Плавання
- Плавання синхронне
- Регбі
- Санний спорт
- Серфінг
- Скелелазіння
- Скелетон
- Сноубординг
- Софтбол
- Стрибки на батуті
- Стрибки на лижах з трампліна
- Стрибки у воду
- Стрільба з лука
- Стрільба кульова
- Стрільба стендова
- Сучасне п'ятиборство
- Теніс
- Теніс настільний
- Триатлон
- Тхеквондо (ВТФ)
- Фехтування
- Фігурне катання на ковзанах
- Фристайл
- Футбол
- Хокей з шайбою
- Хокей на траві
- Шорт-трек

## Неолімпійські та національні види спорту
- Авіамодельний спорт
- Автомобільний спорт
- Автомодельний спорт
- Айкідо
- Аквабайк
- Акробатичний рок-н-рол
- Альпінізм
- Американський футбол
- Армспорт
- Багатоборство тілоохоронців
- Більярдний спорт
- Богатирське багатоборство
- Бодібілдинг
- Бойове самбо
- Боротьба Кураш
- Боротьба на поясах
- Боротьба на поясах Алиш
- Боротьба самбо
- Боулінг
- Вейкбординг
- Вертолітний спорт
- Веслування на човнах «Дракон»
- Військово-спортивні багатоборства
- Воднолижний спорт
- Водно-моторний спорт
- Гирьовий спорт
- Го
- Годзю-рю карате
- Голубиний спорт
- Городковий спорт
- Грепплінг
- Дартс
- Дельтапланерний спорт
- Джиу-джитсу
- Естетична групова гімнастика
- Змішані єдиноборства (ММА)
- Кануполо
- Карате JKA WF
- Карате JKS
- Карате WKC
- Кіберспорт
- Кікбоксинг "ІСКА"
- Кікбоксинг WKA
- Кікбоксинг WPKA
- Кікбоксинг WAKO
- Кікбоксинг ВТКА
- Кіокушин карате
- Кіокушин БуДо карате
- Кіокушинкай карате
- Кіокушинкайкан карате
- Козацький двобій
- Комбат Дзю-Дзюцу
- Комбат самозахист ІСО
- Кйокушінкаі карате унія
- Кунгфу
- Літаковий спорт
- Міні-гольф
- Морські багатоборства
- Мотоциклетний спорт
- Панкратіон
- Парапланерний спорт
- Парашутний спорт
- Пауерліфтинг
- Пейнтбол
- Перетягування канату
- Петанк
- Підводний спорт
- Планерний спорт
- Пляжний гандбол
- Пляжний футбол
- Пляжна боротьба
- Повітроплавальний спорт
- Пожежно-прикладний спорт
- Поліатлон
- Поло
- Практична стрільба
- Професійний бокс
- Радіоспорт
- Ракетомодельний спорт
- Регбіліг
- Риболовний спорт
- Роликовий спорт
- Рукопашний бій
- Рукопаш гопак
- Середньовічний бій
- Спорт із собаками
- Спорт надлегких літальних апаратів
- Спорт з літаючим диском
- Спортивна аеробіка
- Спортивна акробатика
- Спортивне орієнтування
- Спортивний покер
- Спортивний бридж
- Спортивний туризм
- Спортивні танці
- Спортінг
- Стронгмен
- Судномодельний спорт
- Сумо
- Таеквон-До (Іспанія)
- Таеквондо ІТФ (Австрія)
- Таїландський бокс Муей Тай
- Танцювальний спорт
- Традиційне карате
- Українська боротьба на поясах
- Український рукопаш «Спас»
- Універсальний бій
- Ушу
- Фітнес
- Флорбол
- Французький бокс Сават
- Фрі-файт
- Фунакоші шотокан карате
- Футзал
- Хортинг
- Черлідинг
- Шахи
- Шашки
- Шотокан карате-до С.К.І.Ф

## Види спорту осіб з інвалідністю з ураженням опорно-рухового апарату, вадами зору, слуху та розумового і фізичного розвитку
- Армспорт
- Бадмінтон
- Баскетбол
- Баскетбол на візках
- Біатлон
- Більярдний спорт
- Боротьба вільна
- Боротьба греко-римська
- Боулінг
- Бочча
- Велосипедний спорт — трек
- Велосипедний спорт — шосе
- Веслування академічне
- Вітрильний спорт
- Водне поло
- Волейбол
- Волейбол сидячи
- Гандбол
- Гімнастика спортивна
- Гімнастика художня
- Гірськолижний спорт
- Голбол
- Гольф
- Дзюдо
- Карате
- Керлінг
- Керлінг на візках
- Кінний спорт
- Ковзанярський спорт
- Легка атлетика
- Лижні перегони
- Параканое
- Паратриатлон
- Пауерліфтинг
- Плавання
- Пляжний волейбол
- Регбі на візках
- Риболовний спорт
- Спортивне орієнтування
- Спортивний туризм
- Спортивні танці на візках
- Стрільба з лука
- Стрільба кульова
- Теніс
- Теніс на візках
- Теніс настільний
- Тхеквондо
- Фехтування на візках
- Футбол
- Футзал
- Шахи
- Шашки